# Plumularia orientalis
Plumularia orientalis är en nässeldjursart som beskrevs av Chantal Billard 1911. Plumularia orientalis ingår i släktet Plumularia och familjen Plumulariidae. Inga underarter finns listade i Catalogue of Life.